# Synagoga przy ul. Gogola 10 w Połtawie
Synagoga w Połtawie – żydowska bóżnica mieszcząca się przy ul. Gogola 10 w Połtawie.
Została zbudowana w 1856 roku przy ul. Gogola 10 w ówczesnej dzielnicy żydowskiej. Tuż obok znajdowała się tzw. wielka bóżnica. Architekt nadał jej kształt monumentalnej dwukondygnacyjnej budowli w stylu klasycyzmu. Została zbudowana na planie kwadratu, pokryta masywną kopułą. Elewację ozdobiono korynckimi pilastrami i gzymasami, do dziś widoczne są elementy boniowania.
W 1911 roku budynek spłonął w pożarze, jednak szybko go odbudowano. W czasach radzieckich władze USRR zadecydowały o przekształceniu bóznicy na klub. Podczas okupacji niemieckiej budynek zdewastowali żołnierze niemieccy. Po 1945 roku dokonano jego rekonstrukcji umieszczając w nim filharmonię.